# اشتباكات بغداد 2022
اشتباكات بغداد عام 2022 اندلعت اشتباكات في بغداد بين أنصار مقتدى الصدر وقوات تابعة للإطار التنسيقي بالإضافة إلى الفرقة الخاصة في 29 أغسطس 2022. ذلك بعد أن اقتحم أنصار الصدر القصر الجمهوري في المنطقة الخضراء بعد إعلان الصدر اعتزاله السياسة. وخلفت الاشتباكات ما لا يقل عن 30 قتيلاً و 700 جريح، بينهم 110 من أفراد قوات الأمن. بعضهم أصيب بطلقات نارية وآخرون أصيبوا باختناق بالغاز المسيل للدموع. بعد الحادثة أُعلن حظر التجول في مدينة بغداد.

## البداية
بدأت التوترات بين التيار الصدري والإطار التنسيقي مع الانتخابات البرلمانية لعام 2021 عندما خسر الإطار التنسيقي مقاعد أمام التيار الصدري، وعلى الرغم من فوزه التيار بأكبر عدد من المقاعد في الانتخابات إلا أن التيار الصدري فشل في تشكيل الحكومة، وسحب السيد مقتدى الصدر في نهاية المطاف كتلته السياسية من البرلمان في يونيو 2021. بعد ذلك حاول الإطار التنسيقي تشكيل الحكومة وهذا ما تسبب في احتجاجات التيار الصدري خارج البرلمان العراقي. حيث دعا السيد مقتدى الصدر إلى حل البرلمان وإجراء انتخابات مبكرة.